# Vzhodni Gati
Vzhodni Gati so prekinjeno gorovje vzdolž vzhodne obale Indije. Vzhodni Gati potekajo skozi zvezne države Odiša, Andra Pradeš do Tamil Nadu na jugu mimo nekaterih delov Karnatake in Telangane. Razjedajo in prerežejo jih štiri velike reke polotoka Indije, in sicer Mahanadi, Godavari, Krišna in Kaveri. Deomali s 1762 m višine je najvišja točka v Odiši. Džindhagada ali Seehamma Konda s 1690 m je najvišja točka v Andra Pradeš in Vzhodnih Gatov. Hribovje BR v Karnataki je najvišje hribovje v Vzhodnih Gatih s številnimi vrhovi nad 1500 m višine.

## Geologija
Vzhodni Gati so sestavljeni iz čarnokitov, granitnega gnajsa, hondalitov, metamorfnih gnajsov in kvarcitnih skalnih formacij. Struktura Vzhodnih Gatov vključuje narive in zdrsne prelome po celotnem območju. Apnenec, boksit in železovo rudo najdemo v hribovju Vzhodnih Gatov.
Vzhodni Gati so starodavni orogenski pas, ki je nastal zaradi trčenja kamnin skorje med arhajskim eonom in je postal del Indijske podceline v obdobju Gondvane zaradi premika celin, zaradi česar je veliko starejši od Zahodnih Gatov.
Eparhajska neskladnost hribovja Tirumala je velika diskontinuiteta stratigrafskega pomena, ki predstavlja obsežno obdobje erozije in neodlaganja. Vidna je na strmih naravnih pobočjih, cestnih brazgotinah in grapah na cestah Tirumala ghat v okrožju Tirupati v Andra Pradeš.

## Hribovja
Tako kot pri Zahodnih Gatih imajo tudi te gorske verige lokalna imena vzdolž prekinjenih hribov.
Reki Ponnaijar in Palar tečeta od izvirov na planoti Kolar proti vzhodu skozi vrzeli v Gatih, da se izlijeta v Bengalski zaliv; hribi Džavadhu ležijo med obema rekama. Na oddaljenih območjih so slapovi, kot so slapovi Kilijur.
Kupola Madhuravada v premičnem pasu Vzhodnih Gatov je oblikovana zaradi tektonske razporeditve s kondalitsko svito in kremenovimi arhajskimi kamninami vzdolž Vzhodnih Gatov severno od Visakhapatnama.
Pogorje Malija je v severnem delu Vzhodnih Gatov. Pogorje Malija se na splošno giblje med nadmorsko višino 900–1200 m, čeprav se nekateri njegovi vrhovi dvigajo višje. Najvišji vrh v tem območju je [[Džindagada] (1650 m).
Pogorje Madugula Konda je v severnem delu Vzhodnih Gatov. Pogorje Madugula Konda je višje od Malija in se na splošno giblje med višinami 1100–1400 m. Pomembni vrhovi so najvišji vrh Vzhodnih Gatov - Arma Konda (1680 m), Gali Konda (1643 m) in Sinkram Gutta (1620 m).
Masiv Similipal velja za najbolj oddaljeno severovzhodno razširitev Vzhodnih Gatov.

## Reke
Vzhodni Gati so izvirno območje številnih majhnih in srednjih rek vzhodnih obalnih ravnic južne Indije. Reke, ki tečejo skozi Vzhodne Gate so:
- Brahmani
- Godavari
- Kaveri
- Krišna
- Mahanadi
- Subarnarekha
- Tungabhadra

Reke, ki izvirajo iz Vzhodnih Gatov so:
- Baitarani
- Budhabalanga
- Rushikulya
- Vamsadhara
- Palar
- Nagavali
- Champavathi
- Gosthani
- Sarada
- Sabari
- Sileru
- Tammileru
- Gundlakamma
- Ponnaiyar
- Swarnamukhi
- Kundu
- Vellar
- Penna

## Živalstvo
Endemična favna Vzhodnih Gatov sta Jerdonov tekač (Rhinoptilus bitorquatus) in sivi vitki lori (Loris lydekkerianus). Redki gekoni, ki jih najdemo tukaj, so indijski zlati gekon (Calodactylodes aureus), granitni skalni gekon (Hemidactylus graniticolus), vitki gekon Južnih Gatov (Hemiphyllodactylus aurantiacus), drugi kuščarji, kot je skink (Eutropis nagarjuni) in kače, kot je Rhinophis goweri, Uropeltis shorttii in Coluber bholanathi.

### Sesalci
Indijski slon (Elephas maximus indicus), indijska antilopa (Antilope cervicapra), malajski musang (Paradoxurus hermaphroditus), mala indijska cibetovka (Viverricula indica), madraška rovka (Anathana ellioti), indijski sivi mungos (Urva edwardsii), jelen Zambar (Rusa unicolor), indijski čokati ježevec (Hystrix indica), gaur (Bos gaurus), divja svinja (Sus scrofa), navadni muntjak (Muntiacus muntjak), indijski leopard (Panthera pardus fusca), bengalski tiger (Panthera tigris tigris), rdeči volk (Cuon alpinus), Evrazijski šakal (Canis aureus), indijska orjaška veverica (Ratufa indica), indijski zajec (Lepus nigricollis), azijska hišna rovka (Suncus murinus), čopasti sivi langur (Semnopithecus priam), indijska leteča lisica (Pteropus giganteus), makak (Macaca radiata), rezus makak (Macaca mulatta), bengalska lisica (Vulpes bengalensis), gladkodlaka vidra (Lutrogale perspicillata), džungelska mačka (Felis chaus), čital (Axis axis), nilgav, indijski merjasec, indijski volk, podgana bandikut (Bandicota bengalensis). V vzhodnih gatih je približno 400 tigrov.

## Zavarovana območja
Zavetišča in narodni parki Vzhodnih Gatov:

### Narodni parki
- Narodni park Bhitarkanika, Odiša
- Narodni park Simlipal, Odiša
- Narodni park Sri Venkateswara, Andra Pradeš

### Zavetišče za divje živali
- Zavetišče za divje živali Balukhand-Konark, Odiša
- Zavetišče za divje živali Balimela, Odiša
- Zavetišče za divje živali Baisipalli, Odiša
- Zavetišče za divje živali Debrigarh, Odiša
- Morsko zavetišče Gahirmatha, Odiša
- Zavetišče za divje živali Hadgarh, Odiša
- Zavetišče za divje živali Kapilasa, Odiša
- Zavetišče za divje živali Karlapat, Odiša
- Zavetišče za divje živali Kondakameru, Odiša
- Zavetišče za divje živali Kotgarh, Odiša
- Zavetišče za divje živali Kuldiha, Odiša
- Zavetišče za divje živali Lakhari Valley, Odiša
- Zavetišče za divje živali Saptasajya, Odiša
- Zavetišče za divje živali Sunabeda, Odiša
- Zavetišče za divje živali Coringa, Andra Pradeš
- Zavetišče za divje živali Krishna, Andra Pradeš
- Zavetišče za divje živali Koundinya, Andra Pradeš
- Zavetišče za divje živali Kambalakonda, Andra Pradeš
- Zavetišče za divje živali Papikonda, Andra Pradeš
- Zavetišče za ptice Rollapadu, Andra Pradeš
- Zavetišče za divje živali Sri Lankamalleswara, Andra Pradeš
- Zavetišče za divje živali Cauvery, Karnataka
- Zavetišče za divje živali Cauvery North, Tamil Nadu
- Zavetišče za ptice Vedanthangal, Tamil Nadu

### Rezervati
- Rezervat za tigre Nagarjunsagar-Srisailam, Andra Pradeš in Telangana
- Rezervat za tigre Satkosia, Odiša
- Rezervat za tigre Sathyamangalam, Tamil Nadu
- Rezervat za tigre Sunabeda, Odiša

Glede na študijo, objavljeno leta 2018, se je gozdna pokritost Vzhodnih Gatov od leta 1920 drastično skrčila in številnim rastlinskim vrstam, ki so endemične za to regijo, grozi izumrtje.